# The Magic Christian
Pour plus de détails, voir Fiche technique et Distribution.
The Magic Christian, initialement sorti sous le titre Un Beatle au paradis, est une comédie britannique réalisé par Joseph McGrath, sorti en 1969. Il met en vedette une brochette d'acteurs réputés dont Peter Sellers, Ringo Starr, Richard Attenborough, John Cleese, Christopher Lee et Roman Polanski, entre autres.

## Synopsis
Sir Guy Grand (Peter Sellers), un milliardaire excentrique, et son héritier nouvellement adopté (un sans-abri qui dort dans le parc), Jeremy (Ringo Starr), commencent à faire des farces élaborées aux gens. Grand dépensier, Grand n'hésite pas à distribuer de grosses sommes d'argent à diverses personnes, à les soudoyer pour réaliser ses caprices ou à les choquer en faisant tomber ce qui leur est cher.
Leurs mésaventures sont conçues comme une démonstration par Grand de sa vision adoptive de l'idée selon laquelle « chacun a son prix » – cela dépend simplement du montant que l'on est prêt à payer -. Ils partent de parodies plutôt mineures, comme soudoyer un acteur shakespearien pour qu'il se déshabille lors d'une représentation scénique de Hamlet et persuader un agent de la circulation de reprendre un ticket de parking et de le manger (ravi de l'ampleur du pot-de-vin, il mange aussi sa couverture en plastique) et procéder à des cascades de plus en plus élaborées impliquant des couches sociales plus élevées et un public plus large. Comme le révèle leur conversation, Grand considère ses intrigues comme « éducatives ».
Chez Sotheby's, on confie à Grand qu'un portrait original de l'école de Rembrandt pourrait atteindre 10 000 £ aux enchères. Au grand étonnement du réalisateur, M. Dugdale, Grand fait une offre préalable aux enchères de 30 000 £ (525 300 £ aujourd'hui) pour le tableau et, après l'avoir acheté, coupe le nez du portrait de la toile avec une paire de ciseaux, alors qu'un Dugdale mortifié le regarde, bouche bée, sous le choc. Dans un restaurant élégant, il fait une démonstration bruyante de gourmandise sauvage, Grand étant le client le plus important du restaurant. Lors de l'événement sportif annuel Boat Race, il soudoie l'entraîneur de l'équipe d'aviron d'Oxford pour qu'il enfonce volontairement le bateau de Cambridge, afin de remporter une victoire criante et injuste. Lors d'une chasse au faisan traditionnelle, il utilise un canon anti-aérien pour abattre l'oiseau.
Guy et Jeremy finissent par acheter des billets pour le paquebot de luxe The Magic Christian, ainsi que la couche la plus riche de la société. Parmi les invités vus à bord du navire figurent John Lennon, Yoko Ono, Jacqueline Kennedy et Aristote Onassis (tous joués par des sosies). Au début, tout semble normal et le navire semble démarrer. Bientôt, les choses commencent à mal tourner. Un buveur solitaire au bar est abordé par un chanteur de cabaret travesti, un vampire se fait passer pour un serveur et un film de cinéma met en scène la greffe infructueuse de la tête d'un noir sur le corps d'un blanc. Les passagers commencent à remarquer, grâce à la télévision en circuit fermé du navire, que leur capitaine est dans un état d'ébriété et qu'il est emmené par un gorille. Dans un crescendo de panique, les invités tentent d'abandonner le navire. Un groupe d'entre eux, indiqué par Jeremy, atteint la salle des machines. Là, la Prêtresse du Fouet, assistée de deux batteurs seins nus, commande plus d'une centaine d'esclaves. Ils sont nus à l'exception des pagnes. Ramant à cinq par rame, leurs poignets sont menottés et attachés par des chaînes au plafond. Alors que les passagers trouvent enfin une sortie et que les seigneurs et les dames sortent en plein jour, on découvre que le prétendu navire était en fait une structure construite à l'intérieur d'un entrepôt et que les passagers n'avaient jamais quitté Londres. Au moment où ils éclatent, un grand panneau peint indiquant « SMASH CAPITALISM » peut être vu sur le mur intérieur de l'entrepôt. Pendant toute la mésaventure, les Grands ont l’air parfaitement calmes et cool.
Vers la fin du film, Guy remplit une immense cuve d'urine, de sang et d'excréments d'animaux et y ajoute des milliers de billets de banque. Attirant une foule de spectateurs en annonçant « Argent gratuit ! », Grand réussit à inciter les travailleurs de la ville à récupérer l'argent. La séquence se termine avec de nombreux membres de la foule se submergeant, afin de récupérer l'argent qui avait coulé sous la surface, alors que la chanson "Something in the Air" de Thunderclap Newman est entendue par le public du film.
Le film se termine avec Guy et Jeremy, de retour au parc où le film a débuté, soudoyant le gardien du parc pour leur permettre d'y dormir, déclarant qu'il s'agissait d'une méthode plus directe pour atteindre leurs objectifs (pour la plupart non déclarés).

## Fiche technique
- Titre original : The Magic Christian
- Titre français : Un Beatle au paradis[1]
- Réalisation : Joseph McGrath
- Scénario : Terry Southern & Joseph McGrath, basé sur la nouvelle éponyme de ce dernier (avec John Cleese, Graham Chapman et Peter Sellers)
- Musique : Ken Thorne
  - Chanson originale : Come and Get It interprétée par Badfinger, écrite et composée par Paul McCartney
- Photographie : Geoffrey Unsworth
- Montage : Kevin Connor
- Production : Denis O'Dell
- Sociétés de production : Commonwealth United Entertainment & Grand Films Limited
- Société de distribution : Commonwealth United Entertainment
- Pays de production :  Royaume-Uni
- Langue originale : anglais
- Format : couleur - 1,85:1 - 35 mm - mono
- Genre : comédie noire
- Durée : 92 minutes
- Dates de sortie :
  - 12 décembre 1969 (États-Unis)
  - 11 février 1970 (Royaume-Uni)
  - Décembre 1972 (France)

## Distribution
- Peter Sellers (VF : Jean-Claude Michel) : Sir Guy Grand
- Ringo Starr (VF : Bernard Murat) : Jeremy Grand
- Isabel Jeans (VF : Nathalie Nerval) : Dame Agnes Grand
- Caroline Blakiston (VF : Janine Forney) : Esther Grand
- Spike Milligan (VF : Roger Carel) : l'agent de Police mettant une contravention
- Richard Attenborough (VF : Roger Carel) : l'entraîneur d'Oxford
- Leonard Frey (VF : Francis Lax) : Laurence Faggot, le psychiatre du navire
- John Cleese (VF : Vincent Davy) : Mr. Dugdale, le responsable du Sotheby's
- Patrick Cargill (VF : Jacques Berthier) : le commissaire-priseur du Sotheby's
- Joan Benham : le mondain du Sotheby's
- Ferdy Mayne (VF : Philippe Mareuil) : Edouard, le patron du restaurant
- Graham Stark : le serveur de Chez Edouard
- Laurence Harvey : Hamlet
- Dennis Price (VF : Jean-Henri Chambois) : Winthrop
- Wilfrid Hyde-White (VF : Yves Brainville) : Capt. Reginald K. Klaus
- Christopher Lee (VF : Jacques Berthier) : le vampire de la croisière
- Roman Polanski : le buveur solitaire
- Raquel Welch (VF : Janine Forney) : la prêtresse au fouet
- Victor Maddern (VF : Guy Piérauld) : le vendeur de Hot Dog
- Terence Alexander (VF : Claude D'Yd) : Henshaw, le major délirant pendant la croisière
- Peter Bayliss : Pompous Toff
- Clive Dunn (VF : Albert Augier) : le Sommelier
- Fred Emney : Fitzgibbon
- David Hutcheson (VF : Jean-Henri Chambois) : Lord Barry
- Hattie Jacques (VF : Lita Recio) : Ginger Horton
- Edward Underdown : Prince Henry
- Jeremy Lloyd : Lord Hampton
- Peter Myers : Lord Kilgallon
- Roland Culver (VF : Jacques Deschamps) : Sir Herbert
- Michael Trubshawe : Sir Lionel
- David Lodge : le guide du navire
- Peter Graves : le Lord au bar du navire (non crédité)
- Robert Raglan (VF : Jacques Berthier) : Maltravers
- Frank Thornton : l'inspecteur de Police (non crédité)
- Michael Aspel (VF : Gérard Dessalles) : un commentateur TV (non crédité)
- Michael Barratt (VF : Francis Lax) : un commentateur TV (non crédité)
- Harry Carpenter : un commentateur TV (non crédité)
- John Snagge : un commentateur TV (non crédité)
- Alan Whicker : un commentateur TV (non crédité)
- Graham Chapman : un membre d'Oxford (non crédité)
- James Laurenson : un membre d'Oxford (non crédité)
- Yul Brynner : le chanteur travesti du cabaret (non crédité)
- John Le Mesurier (VF : Roger Carel): Sir John (non crédité)
- Guy Middleton : le Duc de Mantisbriar (non crédité)
- Nosher Powell (VF : Jacques Deschamps) : Ike Jones (non crédité)
- Rita Webb : la fille dans le parc (non créditée)
- Jimmy Clitheroe : un passager du navire (non crédité)
- Sean Barry-Weske : le sosie de John Lennon (non crédité)
- Kimberley Chung : la sosie de Yoko Ono (non créditée)
- George Cooper : le boxeur perdant (non crédité)
- Rosemarie Hillcrest : Topless Galley Slave (non créditée)
- Edward Sinclair (VF : Francis Lax) : le gardien du parc (non crédité)

## The Magic Christian (Original Sound Track)
Les pièces instrumentales sont composées et orchestrées par Ken Thorne sauf indications contraires. Ce 33 tours est sorti aux États-Unis sur le label Commonwealth United Records et en Angleterre sur Pye Records. Le disque Magic Christian Music du groupe Badfinger, qui contient leurs trois chansons, est sorti sur Apple Records en parallèle à cette bande-son.
Face 1
1. Introduction (0:25)
2. Come and Get It (Paul McCartney) : Badfinger (2:19)
3. Hamlet Scene (2:08)
4. Hunting Scene (0:25)
5. Carry On To Tomorrow[n 1] (Pete Ham, Tom Evans (en)) :  Badfinger (4:44)
6. Lilli Marlene (Norbert Schultze, Tommie Connor (en)) (2:13)

Face 2
1. A Day in the Life[n 2] (2:15)
2. Magic Christian Waltz (0:58)
3. Come and Get It (Paul McCartney) (0:46)
4. Rock of Ages[n 3] (Mike Gibbins, Pete Ham, Tom Evans) : Badfinger (3:23)
5. Newsreel March Music (1:54)
6. Mad About the Boy (Noel Coward) : Peter Sellers (2:48)
7. Something in the Air (John Keen (en)) : Thunderclap Newman (3:54)[3]

## Autour du film
Les studios de cinéma de Twickenham, qui serviront de plateau de tournage, sont aussi utilisés pour filmer les répétitions des Beatles pour leur album Let It Be et le film homonyme. On fait plusieurs fois mention de The Magic Christian dans le documentaire The Beatles: Get Back, sorti en 2021, quand le producteur Denis O'Dell ou Peter Sellers se présentent et lorsqu'on voit une partie des décors arriver sur place.
Pris par le tournage du film, Ringo Starr n'a pas pu participer à l'enregistrement de la chanson des Beatles The Ballad of John and Yoko qui se faisait au même moment. De ce fait, Paul McCartney dut remplacer son camarade à la batterie tandis que John Lennon se vit assurer divers overdubs de guitares pour compenser l'absence de George Harrison, non disponible ce jour-là.